# Franco Ianeselli
Franco Ianeselli ( Trento, 5 de agosto de 1978) es un político y ex sindicalista italiano. Alcalde de Trento desde 2020.

## Biografía
Nacido en Trento el 5 de agosto de 1978, estudió en el liceo Da Vinci y más tarde en la Facultad de Sociología de su ciudad natal, graduándose con premio extraordinario en 2014.

## Trayectoria
De 2015 a 2020 fue secretario general de la CGIL de Trentino, el sindicato más importante de Italia. 
En las elecciones locales italianas de 2020 fue elegido alcalde de Trento por una Coalición de centroizquierda, Resultó elegido en la primera vuelta con el 54,7% de los votos, con más de 20 puntos de diferencia con el rival de la Coalición de centroderecha Andrea Merler. Asumió el cargo el 23 de septiembre de 2020.